# Hemberg
Hemberg é uma comuna da Suíça, no Cantão São Galo, com cerca de 934 habitantes.
Estende-se por uma área de 20,15 km², de densidade populacional de 46 hab/km². Confina com as seguintes comunas: Brunnadern, Ebnat-Kappel, Mogelsberg, Nesslau-Krummenau, Sankt Peterzell, Schönengrund (AR), Urnäsch (AR), Wattwil.
A língua oficial nesta comuna é o alemão.